# Sam Hlawe
Samuel Myeni „Sam” Hlawe (ur. 21 lipca 1952) – suazyjski lekkoatleta, maratończyk, uczestnik Letnich Igrzysk Olimpijskich 1984 i 1988.
Podczas Letnich Igrzysk Olimpijskich 1984 wziął udział w biegu maratońskim. Zawodnik z Suazi uzyskał czas 2:22:45 i przybiegł na metę jako 45. zawodnik (na 78 sklasyfikowanych, 29 zawodników nie ukończyło maratonu).
Na następnych Igrzyskach Olimpijskich w 1988 roku, Hlawe także wystąpił w biegu maratońskim. Uzyskał on czas 2:24:42 i przybiegł na metę jako 44. zawodnik (na 98 sklasyfikowanych, 20 zawodników nie ukończyło maratonu), tak więc poprawił swój wynik w stosunku do poprzednich igrzysk o jedną pozycję.